# Santa Cena

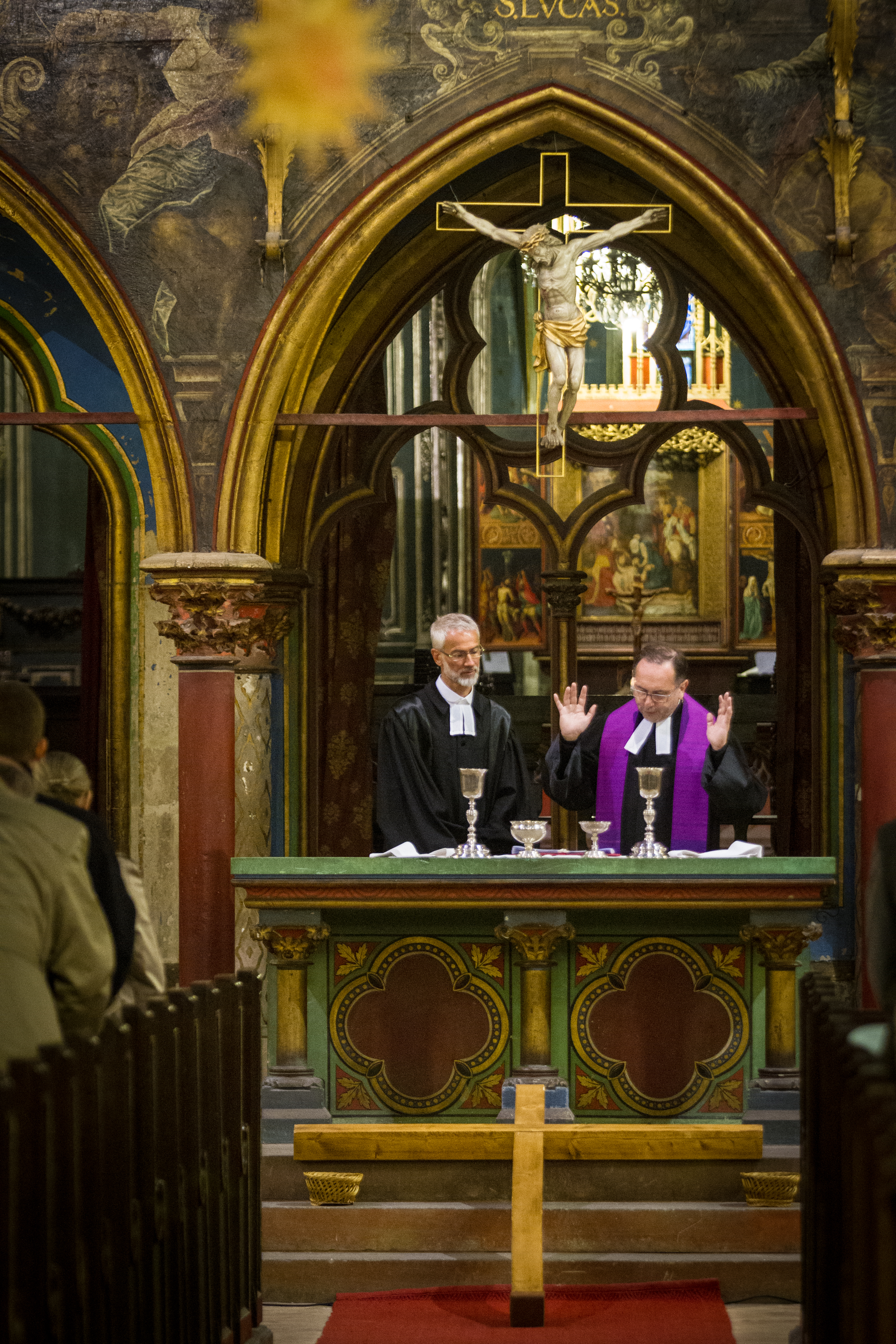
Celebrazione di un culto di Santa Cena all'interno del tempio di Saint-Pierre-le-Jeune a Strasburgo.

Santa Cena è il nome con cui alcune chiese protestanti identificano uno dei due sacramenti, accanto al Battesimo, da tali chiese riconosciuti.  A seconda della chiesa e/o del luogo viene chiamata anche Santa Comunione, Comunione, Cena del Signore (Lord's Supper), o a volte anche Eucaristia; quest'ultimo è il nome del corrispondente rito di cattolici e ortodossi.
Nelle chiese protestanti i fedeli prendono generalmente entrambi gli elementi della Comunione, ossia il pane e il vino. Diverse denominazioni consentono la partecipazione al sacramento a tutti i cristiani battezzati, indipendentemente dalla denominazione a cui questi appartengano; si parla in tal caso di comunione aperta.

## La dottrina luterana dell'unione sacramentale
Lutero considera la Santa Comunione in termini di unione sacramentale. Il pane e il vino, pur rimanendo pane e vino, assumono anche la sostanza del corpo e del sangue di Gesù Cristo. L'esempio spesso citato, al fine di spiegare il rapporto che intercorre tra pane e corpo di Cristo e tra vino e sangue è quello del ferro gettato nel fuoco, dove non è più possibile distinguere i due elementi. I luterani rifiutano dunque il concetto di transustanziazione. La dottrina luterana è anche chiamata consustanziazione, ma non dalla maggior parte dei teologi luterani, che rifiutano questo termine.

## La Santa Cena secondo la dottrina calvinista
Giovanni Calvino rifiuta sia la transustanziazione cattolica sia l'unione sacramentale luterana, ma confuta anche coloro che ritengono la Santa Cena, il pane e il vino, semplici simboli della propria fede cristiana: il concetto calvinista è infatti più complesso. Calvino ritiene che nel sacramento si riceva realmente il corpo e il sangue di Cristo, ma in maniera spirituale e non materiale: attraverso i segni del pane e del vino si riceve la comunione spirituale con Gesù. Così come il pane e il vino sono il nutrimento per il corpo, il corpo e il sangue di Cristo sono il nutrimento spirituale, il nutrimento per l'anima. Calvino parla così di "cena spirituale".
Il pane sostenta, è il nutrimento fondamentale; il vino invece rallegra e dona forza. Al centro del sacramento della Santa Cena c'è la garanzia della salvezza e della vita eterna. La concezione calvinista si focalizza nell'idea biblica della Chiesa intesa come corpo di Cristo; i cristiani sono dunque membra del corpo di Cristo. In questa visione non si nega l'unione di Cristo: un'unione reale, una partecipazione reale al corpo di Cristo e non un puro simbolismo. Calvino si pone quindi in una posizione intermedia all'interno del panorama della Riforma, tra le idee di Lutero e quelle di Zwingli.
Nelle chiese riformate (di tradizione calvinista) non c'è un sacerdote che debba "consacrare" pane e vino su un "altare", come avviene invece nella chiesa cattolica: gli elementi della Santa Cena sono preparati su un tavolo comune. Normalmente, la Santa Cena non è celebrata ogni domenica: la frequenza e il giorno differiscono da chiesa a chiesa e persino da comunità a comunità (da una volta al mese fino a solo tre o quattro volte all'anno).